# La Croix-Blanche
La Croix-Blanche é uma comuna francesa na região administrativa da Nova Aquitânia, no departamento Lot-et-Garonne. Estende-se por uma área de 12,98 km². Em 2010 a comuna tinha 1 094 habitantes (densidade: 84,3 hab./km²).